# Otmara Marrero
Otmara Marrero (Miami, 1º marzo 1989) è un'attrice statunitense, nota principalmente come protagonista nella serie televisiva Connecting... e della pellicola Clementine, nonché come membro del cast principale nella serie StartUp.

## Biografia
Nata a Miami in Florida da una famiglia cubano-americana e cresciuto a Hialeah, il suo debutto sul piccolo schermo è stato recitsnd una piccola parte in un episodio della terza stagione di Graceland su USA Network. Nel 2018 la sua interpretazione nella pellicola Off the Rails di Damian Fitzsimmons le è valsa una menzione speciale al Liverpool International Film Festival, mentre l'anno successivo ha vinto un premio al Downtown LA film festival per la sua interpretazione nel ruolo da protagonista nella pellicola Clementine.

## Filmografia parziale

### Cinema
- Clementine (2019)

### Televisione
- StartUp (2016-2018)
- Connecting... (2019)
- Florida Man (2023)